# パバイスカスの戦い
パバイスカスの戦いは、ジーギマンタス・ケーストゥタイティスとシュヴィトリガイラとの間で起きたリトアニアの内戦の段階で1435年9月1日に起きた最終的な戦闘である。この戦いではジーギマンタスの軍勢が勝利をおさめた。

## 開戦までの経緯
1430年10月にリトアニア大公ヴィータウタス偉大公が死んだ。リトアニア＝ルーシ系貴族はヴィータウタスの従兄弟にあたるシュヴィトリガイラを新たなる大公位につけた。ポーランド・リトアニア合同の布告に従うならばリトアニア＝ルーシ国家の貴族は大公選出の際にはポーランドとの間で意見を調整させる義務があった。 シュヴィトリガイラの兄であるポーランド国王ヴワディスワフ2世・ヤギェウォはヴィリニュスを訪れて弟を次期大公とする布告に同意した。これと時を同じくして同年の秋にヴワディスワフ2世とシュヴィトリガイラとの間で、ヴィータウタス没後にポーランド貴族が1411年の和平を根拠にポジーリャ西部を占領したことに発する同地を巡る争いが勃発した。シュヴィトリガイラはヴワディスワフ2世をヴィリニュスに拘禁してリトアニアはポーランドに属しないことを宣言してポジーリャ西部の返還を求めた。最終的にヴワディスワフ2世を解放してポーランドへ帰国させるやシュヴィトリガイラは戦の準備を始めた。シュヴィトリガイラはドイツ騎士団、ジョチ・ウルス、モルダヴィアとの間で同盟を締結し、神聖ローマ皇帝ジギスムント・フォン・ルクセンブルクからリトアニア＝ルーシ国家の王号を得るという約束を取り付けることで同国との結び付きも深めた。1431年にポーランドとリトアニア＝ルーシとの間で戦闘が勃発した。ヴワディスワフ2世率いるポーランド軍はヴォルィーニに遠征してヴォロディームィル＝ヴォルィーンシキーを占領してルツクを包囲した。だが、ルツクの城塞への襲撃は不成功に終わり、ドイツ騎士団がポーランドへ侵入したことからヴワディスワフ2世はシュヴィトリガイラとの間で2年間の休戦を結ぶことを余儀なくされた。
シュヴィトリガイラが己の支配権を確立するためにリトアニア貴族に頼ったのと同じくルーシ貴族に頼ったことは、 1413年の合同で特権を与えられていたリトアニア貴族の間に不満を呼び起こすこととなった。1432年にリトアニア貴族はポーランド貴族の支援のもとでクーデターを行い、結果、ヴィータウタスの弟であるジーギマンタス・ケーストゥタイティスが新大公となることが宣言された。リトアニア貴族はジーギマンタスを承認したが、ルーシ貴族はシュヴィトリガイラを支持して«ルーシ大公»の地位に据えた。これによりリトアニア＝ルーシ国家リトアニア大公国とルーシ大公国に分裂する羽目になった。戦闘は同年の12月8日にアシュマニ付近にて勃発してポーランド＝リトアニア軍を主力とするジーギマンタスがシュヴィトリガイラ軍を撃破した。 1433年の1月から2月にかけてリヴォニア騎士団と同盟したシュヴィトリガイラ軍はリトアニアの地を徹敵的に荒らし回った。同年の夏にシュヴィトリガイラ＝リヴォニア騎士団の連合軍は再びリトアニアを荒廃させてジーギマンタスが有する東方領土の都市を占領した。1434年にジーギマンタスは、カトリックのリトアニア貴族と正教徒のルーシ貴族を同等に扱うという特権を公布することでシュヴィトリガイラ側にいる幾つかのルーシ貴族を自営に寝返らせた。翌1435年にシュヴィトリガイラは最終決戦を行うことを決めた。

## 会戦

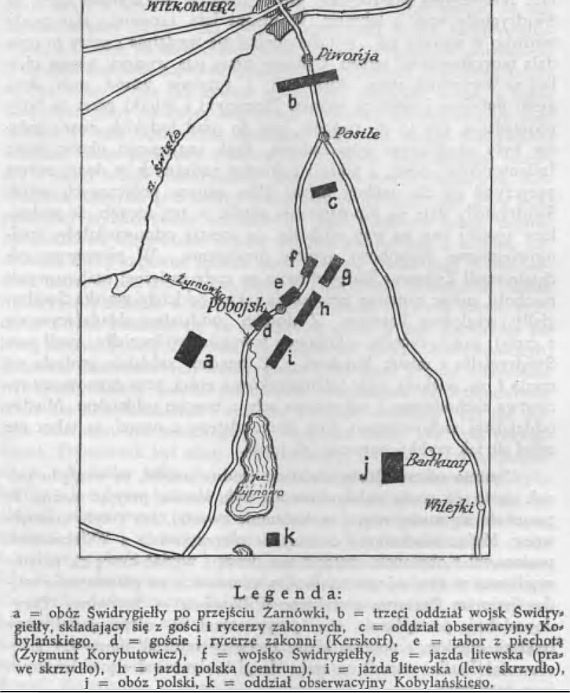
戦闘図

シュヴィトリガイラとジーギマンタスの軍勢は1435年の8月29日から30日にかけてシュヴェントイ川のヴィルクメルゲにて邂逅して9月1日に決定的な戦闘が行われた。
シュヴィトリガイラは、6000人の大公直属の戦士、分封公からなる50以上の新衛兵、3000人のリヴォニア騎士団軍、1500人のボヘミア・タボル派の軍勢、500人のタタール軍から成る15000の兵力を有していた。この混成軍は、シュヴィトリガイラ、その甥にあたるジーギマンタス・カリブタイティス、リヴォニア騎士団総長フランク・キルスコルフの3人の指揮官が率いることとなった。3人の中で軍事的能力を有していたのはフス戦争に参加した経験のあるジーギマンタス・カリブタイティスのみであった。
他方、ジーギマンタス・ケーストゥタイティスは5000人のリトアニア軍を動員して息子のミーコラスに指揮権を委ねた。ポーランドはヤクブ・コビランスキイを長とする4000~12000人の援軍をジーギマンタス側に派遣した。ポーランド部隊を率いたヤクブはジャリギリスの戦いやドイツ騎士団との大戦争に参加したことのある実戦経験の豊富な指揮官であった。
8月29~30日にかけて両軍はヴィルクメルゲ要塞から9km離れたシュヴェントイ川付近に陣取った。2日後に自軍が置かれている場所が不利であることを確信したシュヴィトリガイラは陣営をヴィルクメルゲ付近に移動させることを決めた。シュヴィトリガイラとその軍勢が移動を開始した時にポーランド＝リトアニア軍は二手に分かれていたその軍を奇襲した。戦闘はシュヴィトリガイラ軍の完全な壊滅という形で幕を下ろした。シュヴィトリガイラ自身はポラツクに落ち延びることに成功している。リヴォニア騎士団総長フランク・キルスコルフ以下の元帥及び騎士団員の大部分は討ち死にした。ジーギマンタス・カリブタイティスは重傷の状態で捕虜の身となり、その状態で死んだ。この戦いでは他にもムシチスラウ公ヤロスラヴァス・フィオドラス、キエフ公ボロバン・ミハイロ・セメノヴィチ、ヴャーゼムスキー公ミハイル・リヴォヴィチ、ダニエリウス・シメオナタイティス・アルシェニスキス公も討ち死にしている。42人の公が捕虜となり、その中にはシュヴィトリガイラの異母兄キエフ公ウラディミラス の息子で甥にあたるイヴァナスと同じく甥にあたるジーギマンタス・カリブタイティスの兄であるテオドラス・カリブタイティスがいた。

## 結果
パバイスカスにおける勝利の後にリトアニア軍がシュヴィトリガイラの領地に向けて進軍してジーギマンタスが「リトアニアとルーシの大公」に納まったことで、リトアニア、ルーシ及びジェマイティアの大公位を巡る争いに終止符が打たれた。
キルスコルフ総長が死んだことでリヴォニアにおける騎士団の立場は大いに揺れ動くこととなった。リヴォニア騎士団はシュヴィトリガイラとの同盟を破棄して1435年12月4日にリヴォニア連盟結成に関する合意条約を締結した。12月31日にはドイツ騎士団とポーランドとの間ではブレスト＝クヤフスキイ条約 が結ばれている。
パバイスカスで自軍が壊滅したシュヴィトリガイラの手元には兵力も同盟者であるドイツ・リヴォニア両騎士団及び自身の支持母胎であるルーシ諸侯（パバイスカスで捕虜となった大部分のルーシ諸侯はジーギマンタスが殺されるまで拘禁されることとなった）も残っていなかった。シュヴィトリガイラはキエフ、チェルニーヒウ、ヴォルィーニの地を掌握することには成功し、タタールの支援のもとでブラツラヴシーナを占領してポーランド＝リトアニア合同に対抗はしたもののその見込みは既に皆無であった。1436年から1437年にかけてシュヴィトリガイラはポーランドに対して自身はキエフ、チェルニヒーウ・セーヴェルスキー並びにブラツラヴシーナを所持する一方でヴォルィーニはポーランドに編入し、さらに自身の死後にはその領地は全てポーランドの保護領として引き渡されるという和平案を提案することでポーランド＝リトアニア合同の分離を試みた。しかしポーランドはジーギマンタスの反発を予想して和平案を蹴った。これによりシュヴィトリガイラはワラキアに亡命することを余儀なくされた。1440年にジーギマンタスはリトアニア貴族達の陰謀によって殺害されたことでリトアニア＝ルーシ国家に帰還したシュヴィトリガイラは再び大公位を請求した。しかしながらリトアニア貴族はヴワディスワフ2世の次男であるカジミェラス・ヨガイラタイティスをリトアニア大公とする布告を出した。シュヴィトリガイラ及びルーシ諸侯を懐柔するためにカジミェラスはシュヴィトリガイラにはヴォルイーニ、トゥーラウ、ホメリを、, その甥であるアレクサンドラス・オレルカにはキエフとブラツラヴシーナをそれぞれ返還している。
戦闘が起きた平原（より正確に言うと戦闘が起きたのはパバイスカス村（ポーランド語では«pobojowisko»）の平原である）にてジーギマンタスは1436年に教会を建てた。